# Power ballad

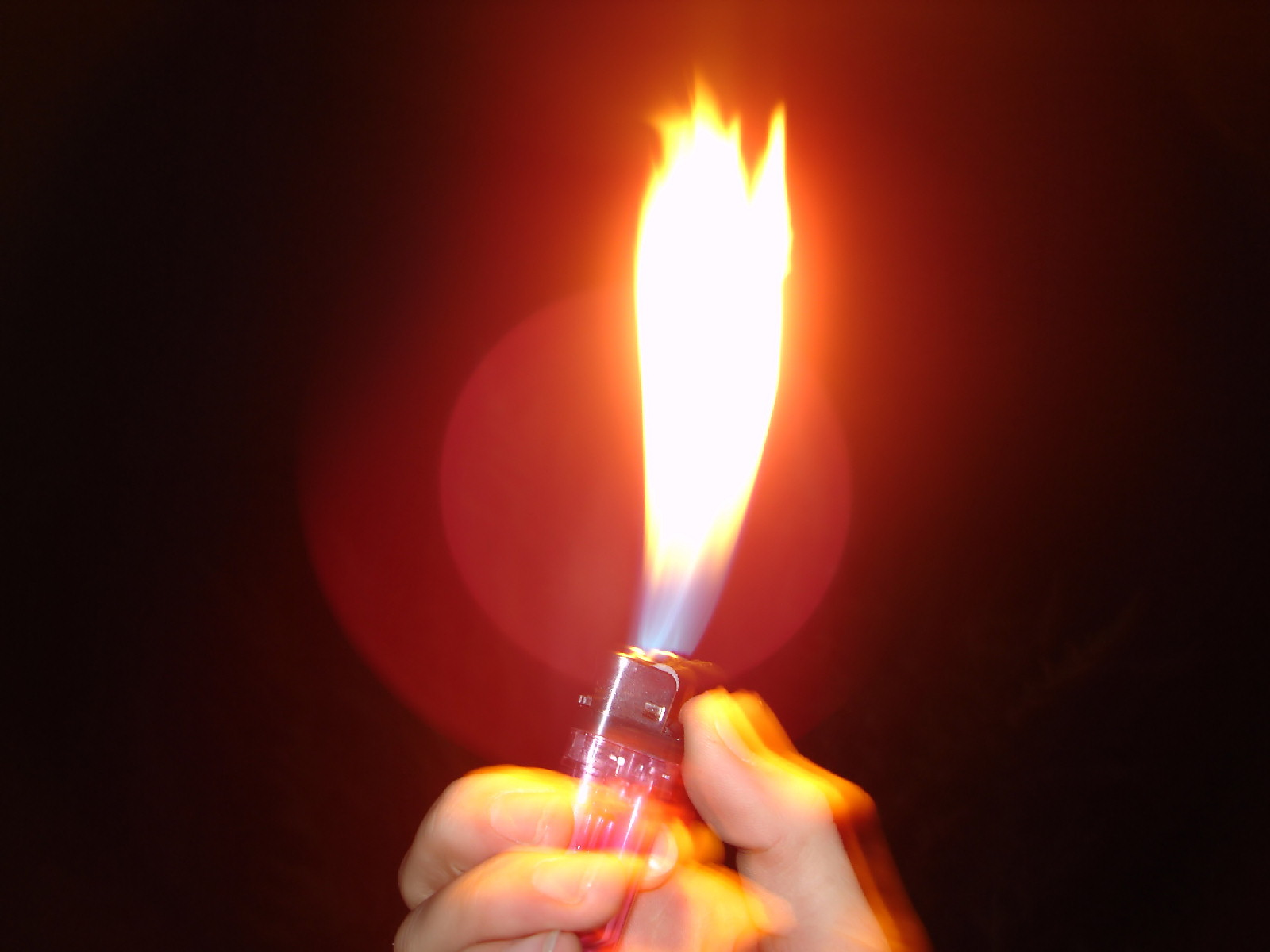
Pour souligner l'émotion de la chanson, les spectateurs sortent généralement leur briquet.

La power ballad, également appelée ballade rythmée ou ballade sentimentale, est un style de chanson souvent interprété par des groupes de hard rock ou de heavy metal. Ce style se développe sous diverses formes dans les années 1970 et 1980 bien que des thèmes tels que la romance, la détresse, le besoin, l'amour ou de la perte soient récurrents.
On peut aussi trouver les termes ballade rock, ballade soft-rock ou ballade metal pour désigner certaines chansons.

## Composition
Typiquement, une power ballad s'ouvre sur un air doux et mélodique, à la guitare ou synthétiseur. Plus tard dans la chanson, souvent après le refrain, intervient la batterie. Le volume sonore et l'effet dramatique qui l'accompagne augmentent encore avec l'ajout d'une guitare électrique en distorsion. La fin de la chanson peut être un paroxysme ou encore un retour au calme de son ouverture. L'esthétique spécifique de la power ballad repose sur la maîtrise de cette montée en puissance, l'effet dramatique de la voix, et l'alternance d'instruments au timbre clair opposés à d'autres, à la sonorité criante ou distordue. En boîte de nuit, une power ballad est particulièrement adaptée aux slows, parce qu'elle est souvent sentimentale, mais surtout du fait de son tempo assez lent.
Simon Frith, spécialiste en sociologie de la musique et ancien critique d'œuvres rock, identifie les origines de la power ballad dans le chant émotionnel d'artistes soul, en particulier Ray Charles, et l'adaptation de son style par des musiciens tels que Eric Burdon, Tom Jones, et Joe Cocker dans des chansons lentes souvent accompagné de batterie, et de guitares électriques. Selon Charles Aaron, les power ballads auraient émergé au début des années 1970, lorsque les rockstars tentaient de passer un message fort à leur public.
Aaron explique que la power ballad se popularise en 1976 chez les Américains lorsqu'une nouvelle chance est donnée à d'anciennes chansons comme Stairway to Heaven de Led Zeppelin (1971), Dream On d'Aerosmith (1973) et Free Bird de Lynyrd Skynyrd (1974). Goodbye to Love des Carpenters (1972) est également identifiée comme prototype de la power ballad. D'autres exemples de power ballad incluent Love Hurts de Nazareth (1975), I Want to Know What Love Is de Foreigner (1984). Still Loving You (1984), Send Me an Angel et Wind of Change de Scorpions (1990), What About Love de Heart (1985), Is This Love de Whitesnake (1987), Don't Know What You Got (Till It's Gone) de Cinderella (1988), et Earth Song de Michael Jackson (1995).